# Bistum La Rochelle-Saintes
Das Bistum La Rochelle-Saintes (lateinisch Dioecesis Rupellensis-Santonensis, französisch Diocèse de La Rochelle et Saintes) ist eine in Frankreich gelegene römisch-katholische Diözese mit Sitz in La Rochelle.

## Geschichte
Papst Johannes XXII. erhob 1317 die Abtei Maillezais und sein Einflussgebiet zum Bistum, der Abt wurde zum Abt-Bischof und die Abteikirche wurde zur Kathedrale. Papst Innozenz X. verlegte das Bistum am 4. Mai 1648 mit der Apostolischen Konstitution In supereminenti in die Stadt La Rochelle, die lange eine Hochburg der Hugenotten gewesen war, und  unterstellte sie dem Erzbistum Bordeaux als Suffraganbistum. 1790 wurden durch die Zivilverfassung des Klerus die Bistümer La Rochelle und Saintes zum Bistum Charente-Inférieure zusammengelegt, das der Konstitutionellen Kirche unterstand. Am 29. November 1801 wurde das Bistum La Rochelle-Saintes infolge des Konkordates von 1801 durch Papst Pius VII. mit der Päpstlichen Bulle Qui Christi Domini neu gegründet. Neben dem Bistum La Rochelle umfasste es auch Teile der alten Bistümer Saintes und Luçon. Letzteres wurde jedoch am 6. Oktober 1822 neu gegründet, so dass das Bistum La Rochelle-Saintes dem Gebiet des Département Charente-Maritime (bis 1941 Charente-Inférieure) entsprach. Am 16. Dezember 2002 wurde es dem Erzbistum Poitiers als Suffraganbistum unterstellt.
Am 1. März 2018 wurde das Territorium des aufgehobenen Apostolischen Vikariats Saint-Pierre und Miquelon in den Französischen Überseegebieten in das Bistum eingegliedert.

## Einzelnachweise

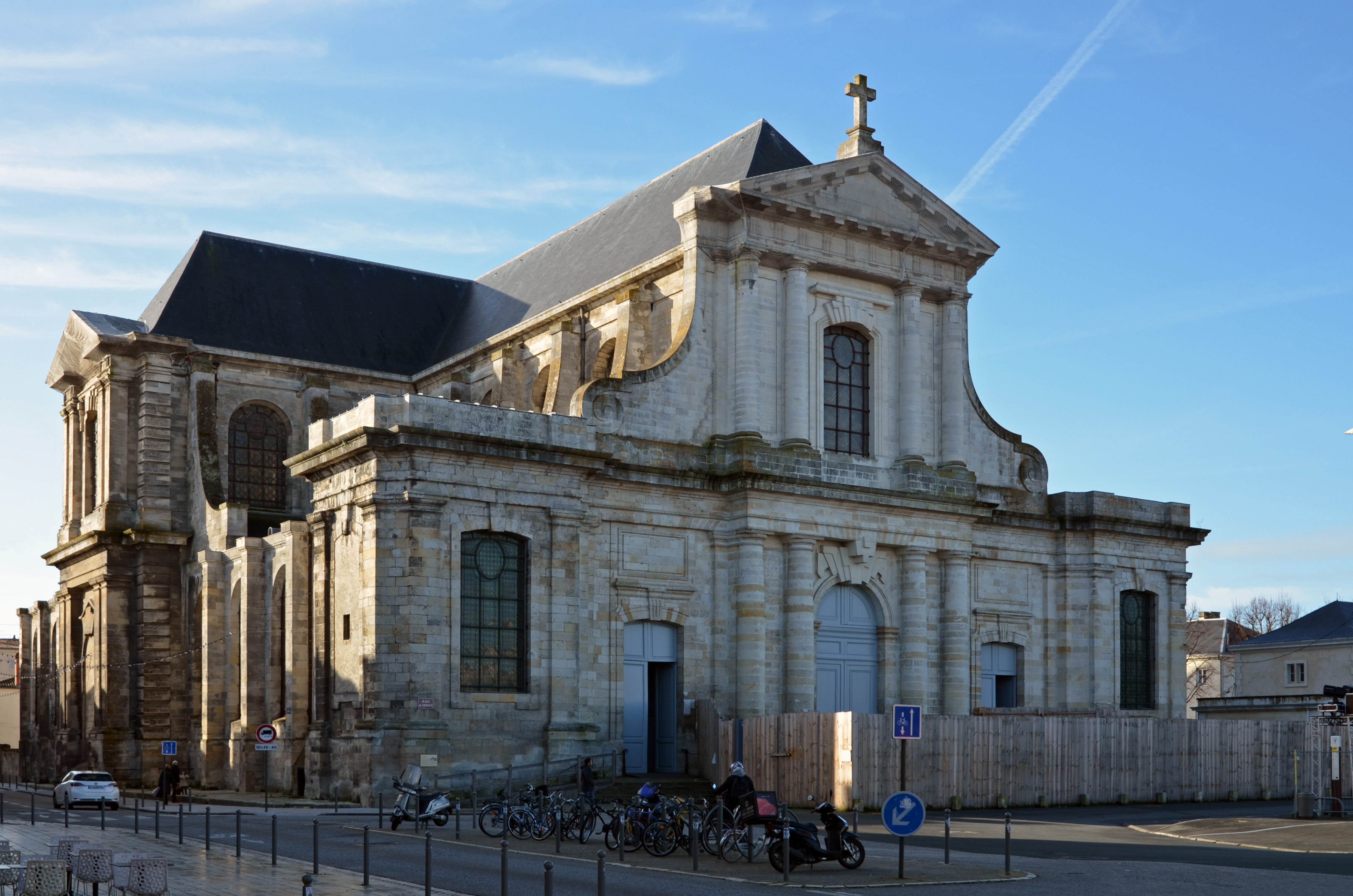
Kathedrale Saint-Louis in La Rochelle
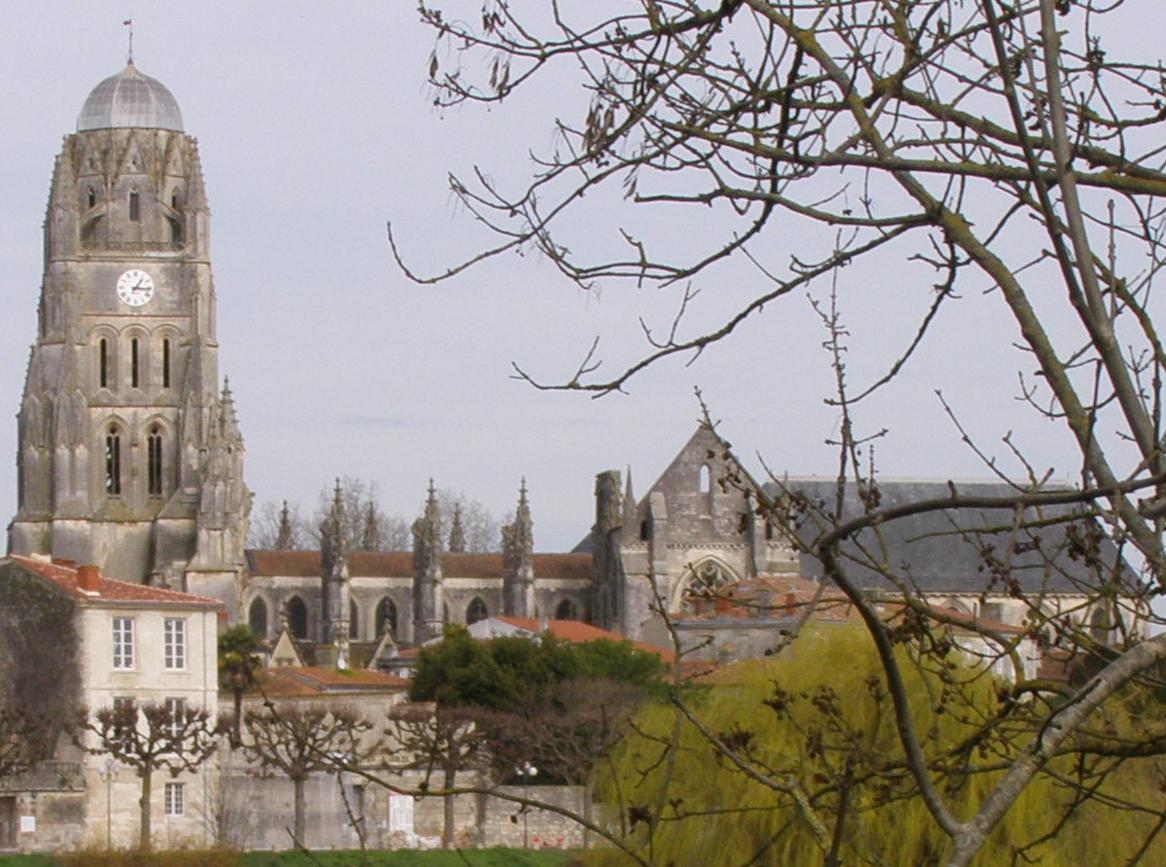
Konkathedrale Saint-Pierre in Saintes